# Humčani
Humčani (cyr. Хумчани) – wieś w Bośni i Hercegowinie, w Republice Serbskiej, w gminie Nevesinje. W 2013 roku liczyła 65 mieszkańców.